# Nazionale maschile di pallanuoto della Georgia
La nazionale di pallanuoto maschile georgiana è la rappresentativa pallanuotistica della Georgia in campo maschile nelle competizioni internazionali. 

## Storia
Nel 2014 partecipa per la prima volta ai Campionati Europei, mentre nel 2022 debutta ai Mondiali.

## Risultati
Mondiali
- 2022 10º

Europei
- 2014 12º
- 2016 14º
- 2018 13º
- 2020 10º
- 2022 8º
- 2024 10º